# 화성 봉림사 목조아미타불좌상복장전적일괄
화성 봉림사 목조아미타불좌상복장전적일괄(華城 鳳林寺 木造阿彌陀佛坐像腹藏典籍一括)은 대한민국 경기도 화성시 봉림사에 있는 고려시대의 전적류이다. 1991년 9월 30일 대한민국의 보물 제1095호로 지정되었다.

## 개요
화성 봉림사 목조아미타불좌상복장전적일괄은 당시 방대한 화엄경을 은니로 사성한 것 가운데 잔권(殘卷)이나 고려말에 사경 신앙의 면모를 살필 수 있는 중요한 자료이다.

## 세부 목록
상세한 내용은 다음과 같다.
1. 금강반야바라밀경(金剛盤若波羅蜜經)

2. 감지은니대방광불화엄경 <권 제48>(紺紙銀泥大方廣佛華嚴經 <卷 四十八>)

3. 백지묵서묘법연화경(白紙墨書妙法蓮華經)

4. 백지묵서범망경(白紙墨書梵網經)

5. 과주묘법연화경합부(科注妙法蓮華經合部)

6-1. 소자금강반야바라밀경 <제1장>(小字金剛盤若波羅蜜經 <第一張>)

6-2. 소자금강반야바라밀경 <제3장>(小字金剛盤若波羅蜜經 <第三張>)

6-3. 소자금강반야바라밀경 <제4장>(小字金剛盤若波羅蜜經 <第四張>)

6-4. 소자금강반야바라밀경 <제5장>(小字金剛盤若波羅蜜經 <第五張>)

7-1. 소자범총지집일부 <1~2>(小字梵摠持集一部 <一~二>)

7-2. 소자범총지집일부 <5~6>(小字梵摠持集一部 <五~六>)

7-3. 소자범총지집일부 <7~8>(小字梵摠持集一部 <七~八>)

7-4. 소자범총지집일부 <9~10>(小字梵摠持集一部 <九~十>)

7-5. 소자범총지집일부 <11~12>(小字梵摠持集一部 <十一~十二>)

8-1. 소자불정심관세음보살대다라니경 <권 상>(小字佛頂心觀世音菩薩大陀羅尼經 <卷 上>)

8-2. 소자불정심관세음보살대다라니경 <권 중>(小字佛頂心觀世音菩薩大陀羅尼經 <卷 中>)

8-3. 소자불정심관세음보살대다라니경 <권 하>(小字佛頂心觀世音菩薩大陀羅尼經 <卷 下>)

### 금강반야바라밀경
수진본(袖珍本) 금강반야파라밀경(金剛般若波羅蜜經)은 금강경(金剛經)으로 약칭되는 구마라십(鳩摩羅什) 역(譯)의 금강반야파라밀경(金剛般若波羅蜜經)이다. 권수(卷首)에 신중상(神衆像)과 설법상(說法像), 금강경계청(金剛經啓請), 정구업진언(淨口業眞言), 팔금강상(八金剛像)과 사보살상(四菩薩像), 발원문(發願文), 운하범(云何梵)이 본문 앞에 실려 있다. 그리고 권말에 지기(誌記)가 있고 이어서 범자(梵字)로 된 불정심타라니(佛頂心陀羅尼) 등 6개의 짤막한 타라니(陀羅尼)와 여의인(如意印) 등 10개의 부(符)가 있고 마지막에 강금강(姜金剛)의 인출기(印出記)가 붙어있다.
금강경은 한국 불교의 가장 중심되는 위치에 놓였던 경전이다. 구도자(求道者)는 사물(事物)에 대한 집착을 뛰어 넘고 나와 너라는 대립 감정을 없애야 실체를 바로 깨달을 수 있음을 강조한 공사상(空思想)을 설(說)한 경전이다.
이 책은 호신(護身) 또는 독송용(讀誦用)으로 판각(版刻)한 수진본(袖珍本)이다. 지기(誌記)에 의하면 각원(覺圓)이 비구(比丘) 달현(達玄), 영흥(永興) 등과 신사(信士) 이기(李琦), 전대동(田大同) 등과 함께 발원하여 고연(古燕)에서 우연히 본국(本國)의 승려 홍회(洪淮)이 쓴 소자본(小字本) 금강경을 구하여 고려(高麗) 충선왕(忠宣王)3년(年)(1311)에 판각(板刻)한 것임을 알 수 있다. 그리고 마지막에 붙어 있는 인출기(印出記)를 보면 고려 충숙왕복위(忠肅王復位)8년(年)(1339)에 진성군(晉城君) 강금강(姜金剛)이 시주(施主)하여 인출(印出)하였음을 밝히고 있다.
이 수진본(袖珍本)은 한동안 수지독송(受持讀誦)하다가 복장(腹藏)되었던듯 일부 헤어진 곳도 보이고 있다. 그러나 인출기(印出記)에서 볼 수 있는 바와같이 판각된지 18년후에 인출한 것으로 글자에 마멸이 별로 없고 인쇄 상태가 양호하다. 이 책이 나온 봉림사(鳳林寺) 목조여래좌상(木造如來坐像)의 개금기(改金記)에 의하면 고려(高麗) 공민왕(恭愍王)11년(年)(1362) 개금(改金)때 복장(腹藏)된 것으로 추정된다.
이 판본은 고려시대 금강경 독송을 위한 수진본으로 당시 금강경 신앙의 형태를 볼 수 있는 자료일 뿐 아니라 원나라에서 활약하던 강금강에 의해 인출한 책으로서 동일본의 간행과 인출관계를 뚜렷하게 살필 수 있는 자료로서의 가치도 있는 것이다.

### 감지은니대방광불화엄경 <권 제48>
감지은니대방광불화엄경(紺紙銀泥大方廣佛華嚴經) 권제사십팔(卷第四十八)은 감지에 은니로 쓴 주본(周本) 화엄경(華嚴經)80권 가운데 제 48권이다. 내용은 화엄경 전체 39품중 제 34품 여래십신상해품(如來十身相海品)과 제 35품 여래수호광명공덕품(如來髓好光明功德品)이 수록되어 있다.
비록 변상도와 발원문 또는 사성기(寫成記)가 없는 것이 흠이고 표지 장식이나 본문 글씨가 뛰어나지는 않으나 고려 사경에서 볼 수 있는 전형적인 사경체의 특징을 지니고 있으며 전체적인 품격으로 보아 고려 말기의 사경으로 추정된다.
이 당시 방대한 화엄경을 은니로 사성한 것 가운데 잔권(殘卷)이나 고려말에 사경 신앙의 면모를 살필 수 있는 자료이다.

### 백지묵서묘법연화경
백지묵서묘법연화경(白紙墨書妙法蓮華經) 권제이(卷第二)는 법화경 28품 가운데 제 3비유품(譬喩品)과 제 4신해품(信解品)이 수록되어 있다.
전체 7권 가운데 잔권(殘卷)이므로 사성기(寫成記)가 실려 있지 않아서 확실한 사성연대(寫成年代)는 알 수 없으나 보물(寶物)315호(號) 광흥사(廣興寺) 소장(所藏)의 백지묵서 묘법연화경과 체제가 비슷하고 표지는 내소사(來蘇寺)의 백지묵서 묘법연화경의 표지와 유사하다. 그러므로 전체적인 품격(品格)으로 보아 고려말(高麗末)에서 조선조(朝鮮朝) 초기(初期)에 사성(寫成)된 사경으로 추정(推定)된다.

### 백지묵서범망경
백지묵서범망경(白紙墨書梵網經)은 양질의 두꺼운 백지에 먹으로 쓴 범망경이다. 권말에 사성기(寫成記)가 없고 다만 ‘화주(化主) 혜상(惠尙) 묘원(妙圓) 최신성(崔信誠) 시주(施主) 경화택주(慶和宅主) 이씨(李氏) ’ 등 사경(寫經)에 참여한 화주(化主)와 시주자(施主者)의 이름이 기록되어 있을 뿐이다. 그러나 이들의 생존시기(生存時期)가 미상이므로 사성시기를 아는데 도움이 되지 않는다. 다만, 뒷 표지의 장식과 본문글씨로 보아 조선 초기의 사경으로 추정되며 달필로 정성껏 만든 사경가운데 하나이다.

### 과주묘법연화경합부
과주(科注) 묘법연화경(妙法蓮華經) 합부(合部)는 전체 7권을 얇은 종이에 앞뒤로 찍어내어 한 책으로 제본한 것이다. 더구나 본문위에 본문을 과주(科注)한 것을 붙여 내용을 알기 쉽게 하였다.
이 책은 우리 나라에서 간행한 것이 아니라서 확실한 간행년대는 알 수 없으나 명태조(明太祖)의 명(命)에 의해서 간행한 대보은사판(大報恩寺版) 대장경(大藏經)의 영향을 받은 명나라 초기(初期)의 간본으로 추정된다.

### 소자금강반야바라밀경
소자(小字) 금강반야파라밀경(金剛般若波羅蜜經)은 모두 5장에 경문을 수록한 것이나 둘째장이 없어졌다. 권말의 무의자혜심(無衣子慧諶)(1178∼1234)의 발문에 의하면 사문 보관(普觀)이 발원하여 간행했다. 여기서 정혜쌍수(定慧雙修)를 주창하신 보조국사 지눌의 조계산 수선사(修禪社) 제(第)2세국사(世國師)인 혜심의 발문이 붙어 있어 이 낱장본의 가치가 더욱 두드러지는 것이다. 발문의 내용은 보관(普觀)이 일반인들이 바로 본심을 깨쳐들어 가지는 못하더라도 교(敎)를 통해 단계적으로 수행하기 위해 가장 요긴한 금강경, 법화경보문품, 화엄행원품 등을 도인(道人) 열가(悅可)에게 부탁하여 쓰게 하고 권말(卷末)의 범자대장신주(梵字大藏神呪)는 혜귀(惠歸)에 부탁하여 쓴 것을 시랑(侍郞) 이굉(李紘) 삼중대사(三重大師) 문광(文光)이 힘을 합쳐 간행한 것이다.

### 소자범총지집일부
소자(小字) 범총지집일부(梵摠持集一部)는 금강경 낱장과 함께 진행된 것으로 보인다.

### 소자불정심관세음보살대다라니경
소자(小字) 불정심관세음보살대타라니경(佛頂心觀世音菩薩大陀羅尼經) 권상(卷上), 중(中), 하(下)는 권말에 2행의 발문이 있는데 둘째행은 보이지 않고 간행년대도 알 수 없다. 그러나 이것은 청하상국(淸河相國)의 수복(壽福)을 빌기 위해 간행된 것임을 알 수 있는데, 이 청하상국은 고려 고종때 권신(權臣) 최우(崔瑀)로 추정되고 있으며 앞에 보인 낱장과 인쇄 조건이 비슷하므로 고려 고종때 간행으로 생각된다.

## 참고 자료
- 화성 봉림사 목조아미타불좌상복장전적일괄 - 국가유산청 국가유산포털